# Dictadura electiva
Una "dictadura electiva" (también llamada dominio ejecutivo en la ciencia política) es una frase popularizada por el antiguo Canciller del Reino Unido, Lord Hailsham, en una conferencia de Richard Dimbleby en la BBC en 1976. La frase se encuentra un siglo antes, al describir las doctrinas de Giuseppe Garibaldi, y fue usada por Hailsham (entonces conocido como Quintin Hogg) en las conferencias de 1968 y 1969. Describe el estado en el que el Parlamento está dominado por el gobierno de la época. 
Hace referencia al hecho de que el programa legislativo del Parlamento está determinado por el gobierno, y los proyectos de ley del gobierno en su mayoría siempre son aprobados debido a la naturaleza del sistema electoral mayoritario, que casi siempre produce un gobierno fuerte, en combinación con la imposición de disciplina partidista a la mayoría del partido gobernante, que casi siempre asegura lealtad. A falta de una constitución codificada, esta tendencia hacia el dominio ejecutivo se ve agravada por las leyes parlamentarias.
Este término se origina del Reino Unido, donde la soberanía legislativa última reside en el Parlamento (soberanía parlamentaria). El Parlamento puede aprobar cualquier legislación sobre cualquier tema que desee. El Parlamento funciona sin restricciones como, por ejemplo, la obligación de legislar de conformidad con los derechos constitucionales fundamentales. Las excepciones aparentes a esta regla son situaciones en las que el Parlamento ha optado por limitarse a sí mismo, como en el caso de la aplicación del Derecho de la Unión Europea, en las que los tribunales británicos pueden "no aplicar" la legislación británica que está en conflicto con el Derecho de la UE, pero que podrían retirar dicha autoridad.